# Jälluntofta
Jälluntofta ist ein Ort in der Gemeinde Hylte der schwedischen Provinz Hallands län.

## Lage

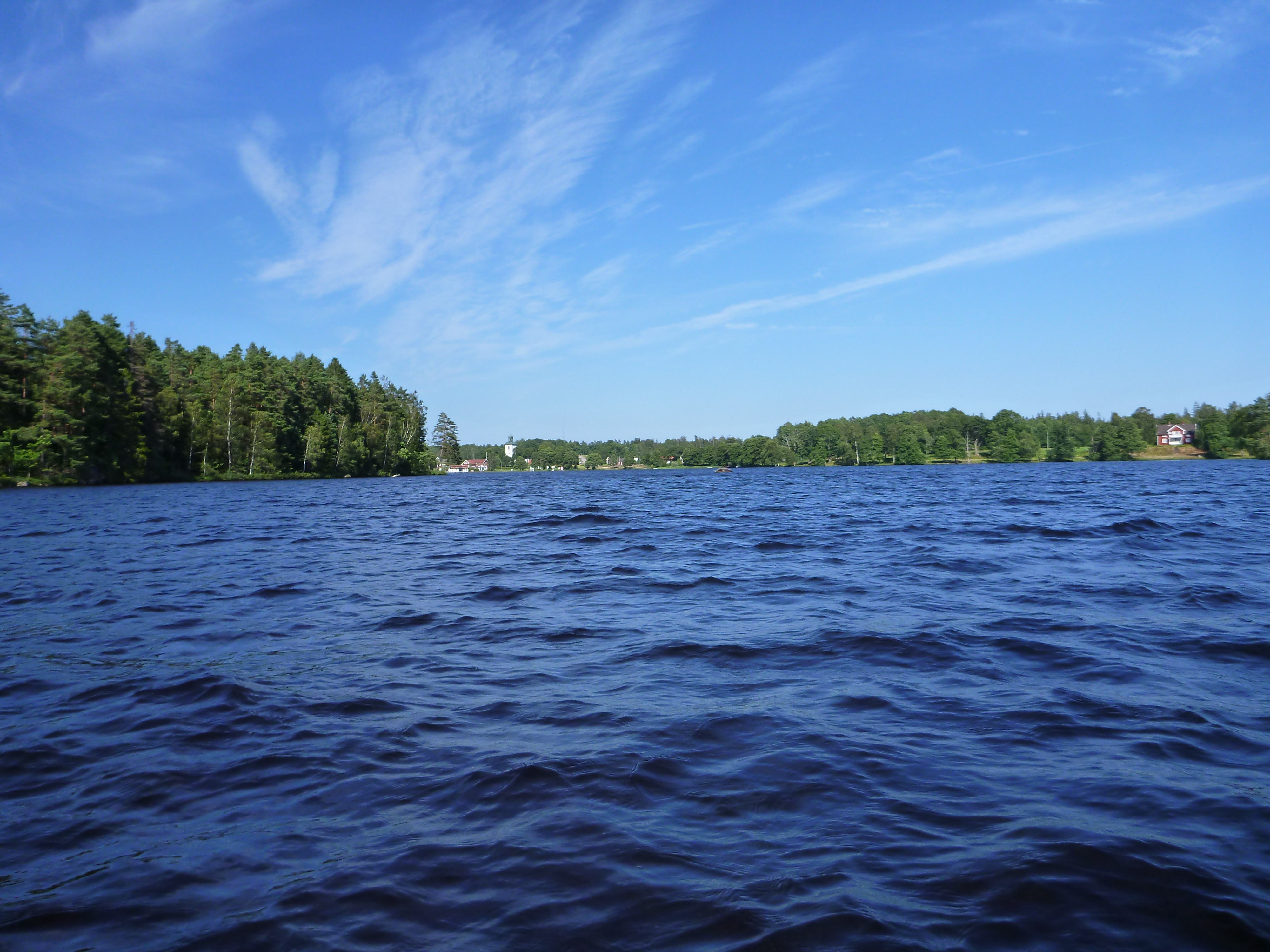
Jälluntofta vom See Jarlunden

Der Ort Jälluntofta liegt am Ufer des Sees Jällunden, etwa 24 Kilometer östlich des Hauptortes der Gemeinde Hylte, Hyltebruk. Nach Skeppshult sind es etwa 17 Kilometer und nach Ulvsryd etwa 15 Kilometer.

## Geschichte
Bis 2010 war Jälluntofta Sitz einer Kirchengemeinde (församling, früher socken), die dann jedoch in der Unnaryds församling aufging.
Der Name der Pfarrgemeinde Jälluntofta wurde schon im 13. Jahrhundert in einem Dokument der Diözese Linköping erwähnt. Die Größe der Kirchengemeinde, die vom See Jällunden geteilt wird, umfasst etwa 4000 Hektar. In den siebziger Jahren des 19. Jahrhunderts lebten noch etwa 500 Menschen in diesem Gebiet, heute nur noch gut 50, sodass das Jällunden-Gebiet mit unter 2 Einwohnern pro Quadratkilometer zu den am dünnsten besiedelten in Südschweden zählt.

## Sehenswürdigkeiten

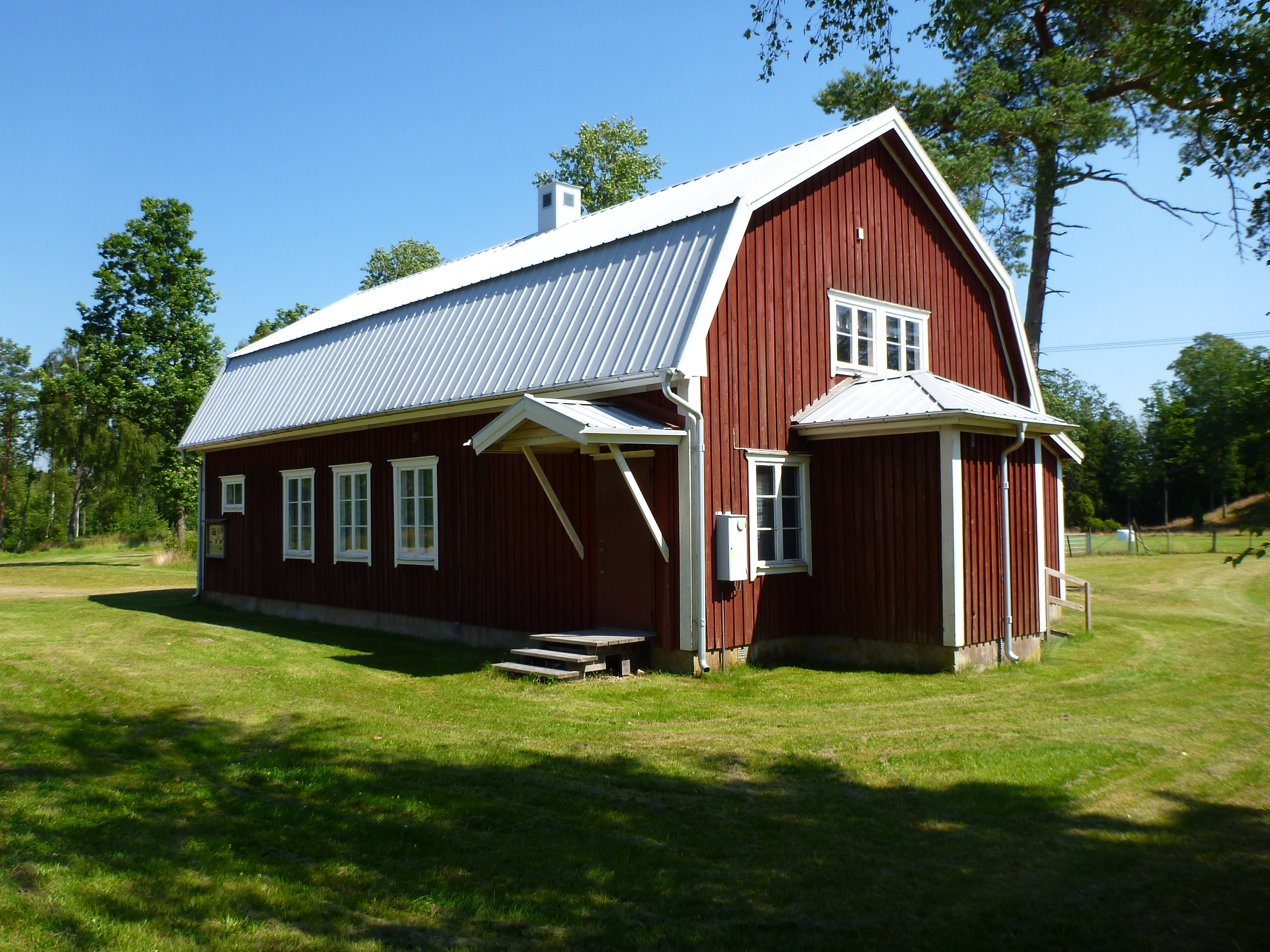
Chalanderska Museum

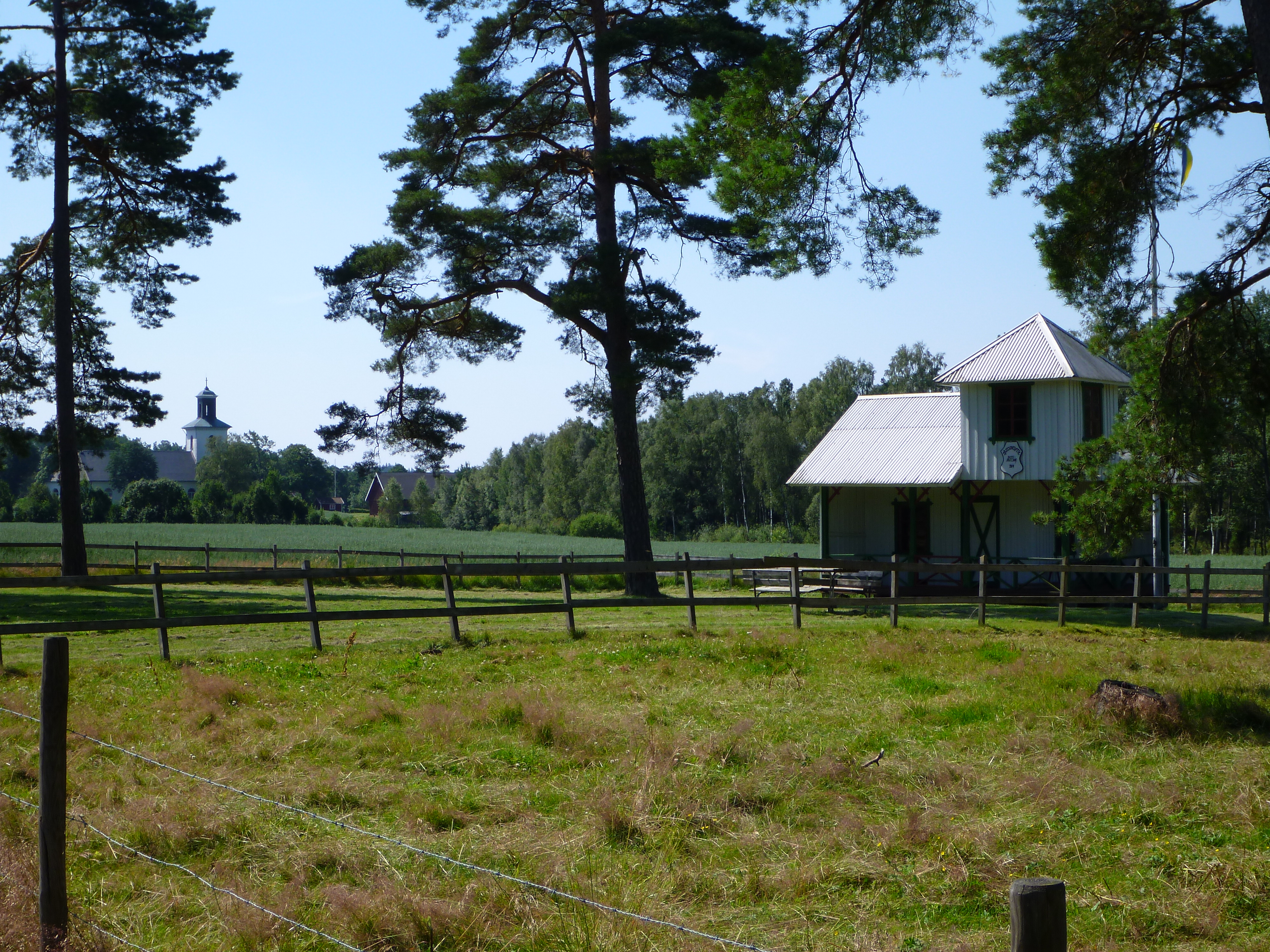
Jälluntofta kyrka (links im Hintergrund) und der Schützenpavillon

- Chalanderska Museum, ist eine intakte Möbelschreinerei aus dem 19. Jahrhundert. Die Ausstellung befasst sich insbesondere mit Intarsien für Altarbilder und Möbel, die vom ehemaligen Besitzer Johannes Chalander (1844–1931) hier hergestellt wurden.[1]
- Jälluntofta kyrka, die Kirche im Dorf wurde 1861 erbaut. Reste einer Kanzel aus dem Jahr 1690 sowie ein Taufbecken aus Sandstein der ursprünglichen Kirche, die Ende des 13. Jahrhunderts gebaut wurde, sind noch erhalten.
- Jällunden, der 870 Hektar große See mit seinen vielen kleinen Inseln und Badeplätzen.
- Wanderweg Jälluntoftaleden, ein etwa 12 Kilometer langer ausgeschilderter Wanderweg mit sechs Rastplätzen und einigen Schutzhütten, für den der Wanderer etwa 3,5 Stunden benötigt.[1]
- Skyttepaviljongen, der 1904 von den Mitgliedern des Schützenvereins gebaute Schützenpavillon gehört heute dem Heimatverein.[1]
- Spånghultet, ein kleiner Bauernhof im Moor, der nur über einen Brettersteg (Spång, schwedisch für „Steg“) erreicht werden konnte. Heute gehört der Hof dem Heimatverein.